# Жукофф, Александр
Александр Жукофф (нем. Alexander Schukoff, род. 23 августа 1956 года, Грац) — австрийский кинорежиссёр и видеохудожник, живёт в Вене.

## Биография
Жукофф изучал режиссуру и сценарное мастерство в Венской академии кинематографии, которую он закончил в 1980 году. Сценарное мастерство он изучал в классе Харальда Цузанека, а режиссуру — у Акселя Корти и Альфонса Штуммера. Его отношения с Акселем Корти не сложились. Он работал режиссёром на таких телеканалах, как австрийская телерадиокомпания ORF, корпоративный немецко-язычный канал 3sat, немецкий образовательный канал BR-alpha и международный телевизионный канал, посвященный моде Fashion TV. В 1982 году он работал вместе с Куно Кнëбль и Петером Цуреком на EBU; для созданием пробного телеканала O.T.S (Orbital Test Satellite), из которого позднее возник корпоративный немецко-язычный канал 3sat.
В 1986 году он основал свою фирму по производству фильмов. С тех пор занимается постановкой и производством телевизионных документальных фильмов, видеоклипов и короткометражных фильмов, а также производством фильмов для общественных организаций, для клиентов из сферы промышленности и экономики.
Одним из важнейших проектов его творческой деятельности стал «живой» видеоперформанс «Я не знаю лучшего мира / Ich weiß keine bessere Welt», посвященный 30-летней годовщине со дня смерти австрийской писательницы Ингеборг Бахман. Презентация этого проекта состоялась в 2003 году в Австрийском музее прикладного искусства. Этот проект явился началом второго ключевого направления в профессиональной деятельности: в качестве мультимедийного художника он создает видеоинсталляции для музеев.
С 2006 года совместно с русской тележурналисткой и автором Надеждой Чистяковой он вновь производит документальные фильмы для Австрийской телекомпании Österreichischer Rundfunk, которые распространяются ORF Contentsales Архивная копия от 2 января 2019 на Wayback Machine в международной языковой версии по всему миру и показываются на интернациональных телеканалах.
Лейтмотив этих фильмов Александра и Надежды Жукофф — венский стиль жизни, передать и прочувствовать который помогают факты из области истории, культуры и общественного развития этого имперского города, славящегося своими традициями и ремесленными производствами.

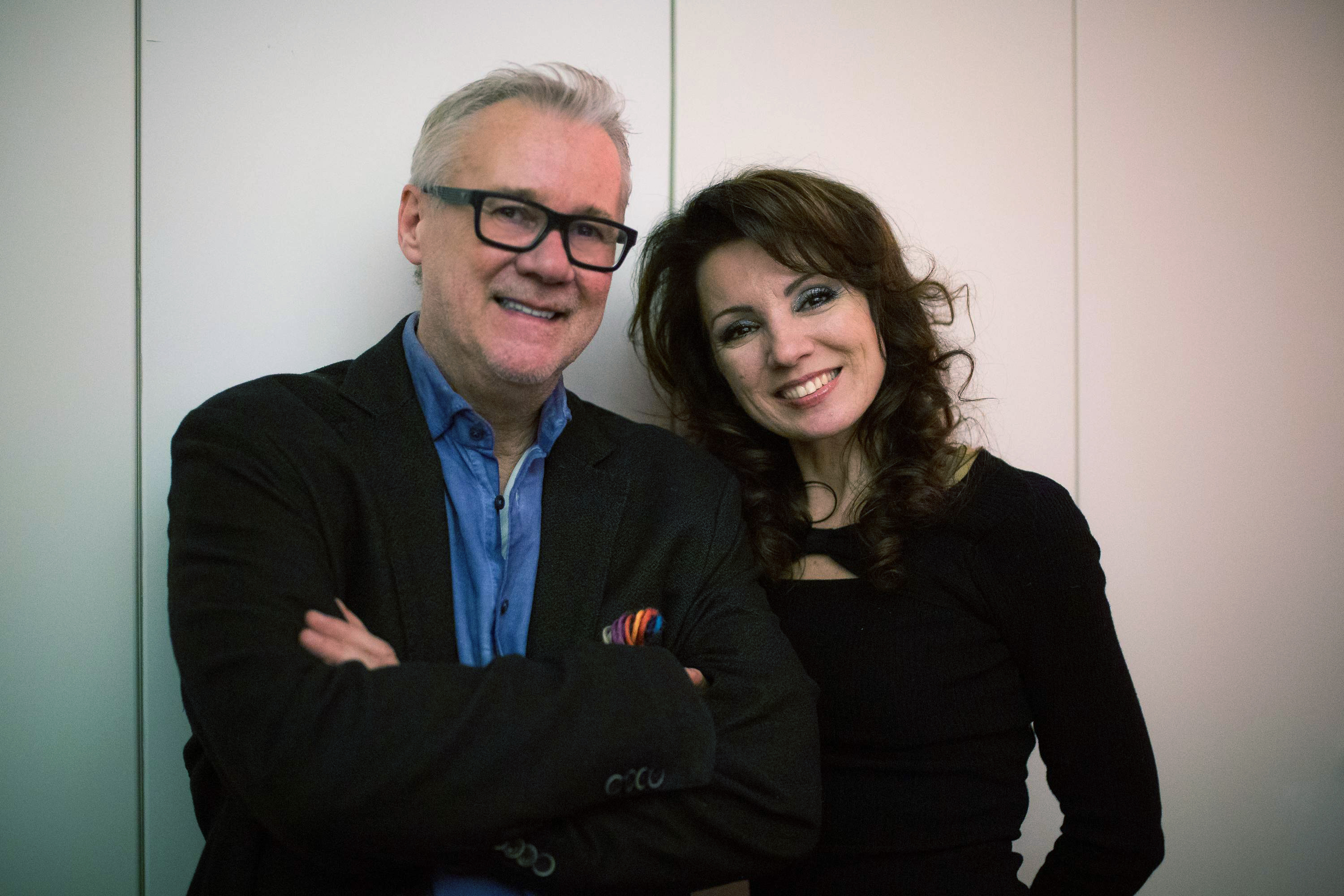
Александр Жукофф и Надежда Жукофф, 2019

## Частная жизнь
Александр Жукофф родился и вырос в Австрии. Его предки были русскими эмигрантами, которые приехали в Австрию после Октябрьской революции. С 2007 года он женат на русской тележурналистке и авторе Надежде Чистяковой ; они познакомились во время работы над документальным фильмом. В конце 2007 года у них родилась дочь Ульяна.
Александр Жукофф и его семья живут в историческом центре Вены. Здесь же находится его студия.

## Фильмография
- 1978: Simmering документальный фильм
- 1981: M.O. Music Show с Фалько
- 1983: История Социально-демократической Партии Германии / Geschichte der SPD, документальный фильм
- 2003: Я не знаю лучшего мира / Ich weiß keine bessere Welt, «живой» видеоперформанс
- 2006: Russland in Wien, документальный фильм
- 2008: Kaffee Express[10], документальный фильм
- 2011: Die Wiener Semmel, документальный фильм
- 2015: Wiener Schmankerl, документальный телесериал из пяти частей
- 2016: Goldsmith of the Habsburg,[11](45 мин) документальный фильм
- 2017: Sound of Vienna[12] (45 мин) документальный фильм
- 2018: Ocean in the City[13] (45 мин) документальный фильм
- 2020: The Art of Soapmaking[14] (45 мин) документальный фильм
- 2020: Austrian Watchmaker[15] (45 мин) документальный фильм
- 2021: Christmas Baking in Vienna[16] (45 мин) документальный фильм, Этот фильм получил награду на Международном кинофестивале в Довиле 2023 года, Green Awards Deauville.